# 1117
| 1117               |
| ------------------ |
| Dødsfald - Fødsler |
|                    |

| Gregoriansk kalender | 1117 MCXVII             |
| Ab urbe condita      | 1870                    |
| Armensk kalender     | 566 ԹՎ ՇԿԶ              |
| Kinesiske kalender   | 3813 – 3814 丙申 – 丁酉 |
| Etiopisk kalender    | 1109 – 1110             |
| Jødisk kalender      | 4877 – 4878             |
| Hindukalendere       |                         |
| - Vikram Samvat      | 1172 – 1173             |
| - Shaka Samvat       | 1039 – 1040             |
| - Kali Yuga          | 4218 – 4219             |
| Iransk kalender      | 495 – 496               |
| Islamisk kalender    | 510 – 512               |

Konge i Danmark: Niels 1104–1134
Se også 1117 (tal)